# Бенгальский речной угорь
Бенгальский речной у́горь (лат. Anguilla bengalensis) — вид хищных катадромных рыб из семейства угрёвых.

## Морфология
Максимальная длина тела 2 метра, средняя — 80 см. Максимальный задокументированный вес: 6 кг. В спинном плавнике 250—305 мягких лучей. В анальном плавнике 220—250 мягких лучей. Позвонков 106—112. Имеет удлинённое тело. Голова коническая, сплющенная сверху. Рот с пухлыми губами, расположен на конце головы. На челюстях ряды зубов узкие, на сошнике — широкий ряд зубов. 
Цвет тела от желтоватого до оливково-коричневого, с тёмно-коричневыми пятнами, нижняя часть тела светлее. У молодых особей пятен нет. Чешуя мелкая и округлая. Боковая линия чёткая и полная.

## Распространение и места обитания
Вид распространён в Азии: Пакистане, Индии, Шри-Ланке и Мьянме. Сообщают, что они встречаются в Непале и Бангладеш.
Живут в пресных водах, но проводят ранние стадии развития в море и устьях рек. Встречается в пресных водоёмах, реках и озёрах. Наиболее распространенные угри в индийских внутренних водах.

## Образ жизни и размножение
Питается мелкими ракообразными, червями, моллюсками, макрофитами и микрофитами.
Катадромный вид — после 10–15 лет жизни в пресной воде взрослые особи мигрируют в море, где размножаются в удаленных от берега районах, после этого самки погибают. Плодовитость составляет около 100 000 икринок. Вылупившиеся личинки угря (лептоцефалы) достигают прибрежной зоны и через несколько недель попадают в реки.

## Бенгальский речной угорь и человек
Высоко ценится как пищевой продукт. Слизь живой рыбы, смешанная с рисовой или пшеничной мукой используется в качестве средства для лечения артрита.